# Свети Архангел Михаил (Ловча)
Вижте пояснителната страница за други значения на Свети Архангел Михаил.
„Свети Архангел Михаил“ или „Събор на Архангелите“ (на гръцки: Συνάξεως Ταξιαρχών Ακρινού) е българска възрожденска църква в обезлюденото зърневско село Ловча (Акрино), Гърция, част от Зъхненската и Неврокопска епархия. Църквата е единственият остатък от селото.
Църквата е построена в 1848 година, както се разбира от плочи, вградени в северната и източната страна. В 1884 година е добавена монументална камбанария. Храмът е с големи размери 25,50 на 17,90 m. В архитектурно отношение църквата е трикорабна базилика с трансепт и женска църква на втория етаж. В центъра на западната страна в 1884 година е построена камбанария. Според Георги Стрезов в 1891 година църквата е гъркоманска, под върховенството на Вселенската патриаршия. Стенописите в храма са дело на зографа Серги Георгиев от Неврокоп и датират около 1860 – 1870 година.